# Sergio Szpolski
Sergio Bartolomé Szpolski (4 de enero de 1965, Ciudad Autónoma de Buenos Aires) es un empresario argentino. Fue vicepresidente ejecutivo del Grupo Veintitrés, que editaba la revista Veintitrés y los diarios El Argentino y Tiempo Argentino. Era copropietario del grupo junto a Matías Garfunkel, a quien le había vendido el 50% de su participación. Fue directivo del Banco Patricios y estuvo incolucrado en su quiebra. En 2015 fue el candidato a intendente del partido de Tigre por el Frente para la Victoria.

## Carrera empresaria
Szpolski es sociólogo y rabino graduado en 1991. A los 34 años, fue aliado táctico de la representación del laborismo israelí (Avodá) en la Argentina, que dominaba políticamente a la AMIA. Desde esta institución, Szpolski en su rol de tesorero, proporcionó asistencia financiera a entidades judías en crisis económica.
En 1998 realizó su primer intento importante en el campo de las empresas periodísticas conformando una sociedad con Gerardo Sofovich, para fundar un periódico dirigido al mismo sector de lectores que Página/12, intento que no salió adelante por la oposición de sus compañeros de conducción del Banco Patricios, quienes temieron los efectos que ello tendría sobre las finanzas del grupo. Posteriormente estuvo asociado con el también empresario de medios Daniel Hadad en el diario de negocios Infobae. Más adelante, Szpolski ingresó como socio en la explotación del diario universitario de distribución gratuita La U en la que también estaba asociado Luis Cetrá, dueño de radio Rivadavia y principal hombre de Enrique Nosiglia. En 2004 adquirió el paquete mayoritario de la revista Veintitrés y en 2009 ya era propietario de las revistas 7 días y Newsweek Argentina, y los periódicos Diagonales, El Argentino y Miradas al Sur.
Entre 2003 y 2004 la justicia lo procesó por estafa y le impidió  salir del país. Estuvo procesado por estafa en el marco de la causa que investigó la quiebra fraudulenta  del Banco Patricios.
En 2004, el tribunal de ética de la AMIA lo condenó por las inversiones que hizo en su propio banco aprovechando su puesto de tesorero en la institución abusando de su posición de tesorero de la mutual judía en beneficio personal y lo expulsó.
En 2008, cuando ya era uno de los empresarios de medios que más publicidad oficial recibía del gobierno kirchnerista, se asoció al grupo Electroingeniería, que compró Radio Del Plata.
En 2009 compró  FM Aspen y Radio América.
En enero de 2012, el periodista Alejandro Alfie lo denunció por amenazas.
En 2013 compró la FM de Radio Rivadavia, radio Rock & Pop y Radio Splendid.
La UTPBA lo denunció por una estafa de 4 millones de pesos por quedarse con los aportes patronales de sus trabajadores.
En marzo de 2015, los trabajadores de la empresa Poligráfica del Plata lo denunciaron por la quiebra fraudulenta de la empresa.
Según un informe realizado por la Fundación LED, Poder Ciudadano y la Jefatura de Gabinete, el Grupo Veintitrés fue el mayor beneficiario de pauta oficial del gobierno kirchnerista. Entre julio de 2009 y junio de 2015 habría recibido la suma de 814.961.991 de pesos, más del doble de lo que recibió el segundo receptor de pauta oficial. Sus emisoras de radio incumplían en conjunto el tope de licencias previsto en la ley de medios.
En diciembre de 2015 fue denunciado, ante la Unidad de Información Financiera (UFI),  por el dirigente massista Walter Martello, por lavado de dinero, por el vaciamiento de sus empresas, por tener testaferros, por evadir aportes previsionales y por entregar cientos de cheques sin fondos.
Antes de que Mauricio Macri asumiera la presidencia en diciembre de 2015, pero cuando ya se sabía que había gando las elecciones, el grupo empresario ya había dejado de pagar sueldos a empleados, lo que trajo como consecuencia que el diario Tiempo Argentino no apareciera los días 2 y 14 de enero de 2016 por conflictos salariales y que El Argentino desapareciera de seis de las siete zonas en las que se vendía. También hubo conflictos con los empleados de sus radios, como Radio América que estuvo de paro desde el 8 de enero de 2016, y con los de Poligráfica del Plata, la imprenta del empresario.
El periodista Martín Caparrós afirmó que en sus revistas no se podía criticar al gobierno y que notas suyas habían sido bajadas de la red por ese motivo.
En agosto de 2015 había sido denunciado por incumplimiento de pagos de aportes jubilatorios y de obra social desde hacía ocho años de los trabajadores de sus medios.
El 2 de diciembre de 2015, antes de que Macri asumiera, su socio, Matías Garfunkel, luego de una protesta de trabajadores de una productora que trabajaba para el canal de noticias CN23 reclamando el pago de sus sueldos, lo acusó por el «manejo discrecional de la pauta oficial». Garfunkel se quejó de socios «fantasmas» que «defendieron a funcionarios K y cobraron fortunas».
A pesar de que, en enero de 2016, el Estado le pagó a Szpolski más de 40 millones de pesos de pauta oficial, desde diciembre de 2015 dejó de pagarles los sueldos a sus empleados por lo que, con el fin del gobierno kirchnerista, Szpolski fue acusado por los trabajadores de estar haciendo un vaciamiento de sus empresas. Radio América levantó la programación e inició un paro por tiempo indeterminado. Los 300 trabajadores de Tiempo Argentino también pararon y realizaron protestas en la calle.
En enero de 2016, el grupo Indalo, propiedad de Cristóbal López, le compró CN23. Mientras los trabajadores marchaban en reclamo por sueldos que les debían, Tiempo Argentino y Radio América, fueron vendidos al grupo empresario M Deluxe, propiedad de Martínez Rojas, que se haría cargo de todas las deudas dejadas por Szpolski y su socio, Garfunkel. Pero Martínez Rojas, quien afirmó estar siendo víctima de amenazas y aseguró que las supuestas maniobras ilícitas «fueron tapadas por el gobierno anterior», quiso rescindir la compra y denunció a Szpolski por estafa porque  se encontró con deudas 1000% mayores a las que firmó.
Los trabajadores de Radio Del Plata dejaron de cobrar sus salarios en noviembre de 2015.
50 periodistas colaboradores del Grupo Veintitrés dejaron de cobrar en abril de 2015, mientras que 800 empleados de Szpolski dejaron de cobrar en noviembre de 2015.

## Candidatura a intendente
En junio de 2015, Sergio Szpolski fue anunciado como candidato a intendente del partido de Tigre por el Frente para la Victoria. En las elecciones generales del 25 de octubre quedó en segundo lugar ante el candidato de Unidos por una Nueva Alternativa, Julio Zamora.

## Grupo Veintitrés
Szpolski creó un grupo de medios denominado Veintitrés como la revista que supo ser insignia del grupo. Hasta 2015, el grupo estuvo conformado por los siguientes medios:
- El Argentino - Diario Gratuito. Edición en Buenos Aires, Zona Norte, Zona Sur, Córdoba, Rosario y Mar del Plata.
- Tiempo Argentino - Diario
- El Gráfico a Diario - Diario Deportivo
- Infonews.com - Portal
- 24con.com - Portal
- Radio América - Radio AM 1190
- Vorterix Rock - Radio FM 92.1
- FM Rock and Pop - Radio FM 95.9
- FM Splendid - Radio AM 990
- CN23 - Canal de televisión TDA
- Vivra - Canal de televisión TDA
- Infocitas - Portal
- DoctorVid.com - Portal
- Geekye - Portal
- OirMortales - Portal
- Gourmet - Portal
- AhGuapas - Portal
- 7 Días. Revista En línea
- DRP23 División de Revistas Premium
- Lonely Planet - Revista
- Forbes - Revista
- Golf Digest - Revista
- 8,66 - Revista
- Cielos Argentinos - Revista
- Expressions - Revista
- Peugeot Magazine - Revista

A fines de 2015 y principios de 2016, la gran mayoría de medios fueron vendidos a otros grupos, incluso su marca principal, Revista Veintitrés, por lo que el Grupo Veintitrés dejó de existir como tal.

## Empresas vendidas
El grupo liderado por Sergio Szpolski fue dueño de los siguientes medios:
- Diario Buenos Aires Herald
- Diario El Argentino
- Diario Tiempo Argentino
- Diario Diagonales Diario de la Plata y Portal
- Diario Buenos Aires Económico
- 24CON Archivado el 19 de julio de 2012 en Wayback Machine. 24Con.com Conurbano Online
- Diario La Gaceta del Cielo
- Radio América
- Radio Rock & Pop
- Radio Splendid
- Radio Vorterix
- CN23, canal de noticias
- Vivra, canal de música exclusivo para la Televisión Digital Abierta (TDA)
- Semanario Miradas al Sur
- Revista Veintitrés
- Revista Newsweek Internacional
- Revista Contraeditorial
- Revista Lonely Planet
- Revista Forbes Argentina
- Revista Autobild
- Revista El Sensacional